# Dink Templeton
Dink Templeton (eigentlich Robert Lyman Templeton; * 27. Mai 1897 in Helena, Montana; † 7. August 1962 in Palo Alto, Kalifornien) war ein US-amerikanischer Rugby-Union-Spieler, Leichtathlet und Leichtathletiktrainer. Er wurde 1920 mit der US-Rugbymannschaft Olympiasieger.

## Aktiver Sport
Templeton kam 1914 nach Stanford, sein Studium wurde aber bald durch den Ersten Weltkrieg unterbrochen, während dessen er Pilot in Frankreich wurde. Nach seiner Rückkehr wurde er Star-Kicker der Rugby- und American-Football-Mannschaften sowie Star der Leichtathleten der Universität.
Bei den US-Leichtathletik-Ausscheidungen für die Olympischen Spiele 1920 in Antwerpen wurde Templeton in seiner stärksten Disziplin, dem Hochsprung, wegen technischer Unsauberkeit seiner Western Roll disqualifiziert. Er konnte sich jedoch als Dritter der Trials für den Weitsprung qualifizieren. Außerdem wurde er wegen seiner Kicker-Qualitäten in die Rugby-Auswahl berufen. Im Weitsprung verpasste er als vierter knapp eine Medaille, dagegen konnte er durch einen Sprungtritt über 55 Yards zum 3:0 im Endspiel des olympischen Rugbyturniers den Sieg der Eagles einleiten.

## Trainer
Unmittelbar nach seinem MA-Abschluss 1921 wurde er informeller Trainer der Leichtathletiktrainer der Stanford University und im Jahr darauf offiziell von der Universität berufen. Weil er bei Berufung erst 25 Jahre alt und damit einer der jüngsten Chefcoaches eines Sportprogramms einer großen US-Uni war, wurde er auch als The Boy Coach bekannt. Neben seiner Tätigkeit als Trainer absolvierte er anfangs erfolgreich das Jura-Studium an der Stanford Law School. Er schloss das Studium zwar ab, verzichtete aber auf seine Zulassungsprüfung als Anwalt. Unter seiner Verantwortung wurde die Universität je dreimal NCAA-Mannschaftsmeister der NCAA (1925, 1928, 1934) und viermal Mannschaftsmeister der IC4A. Seine Schützlinge errangen seine Schützlinge 19 US-Titel in Einzelwettbewerben, gewannen neun Medaillen bei Olympischen Spielen und stellten 16 Weltrekorde auf. Das Revolutionäre an seinem Training bestand darin, dass er, im Gegensatz zur amerikanischen Tradition der relativ kurzen Saison sowie Training und Wettkämpfe in einer zweiten oder dritten Sportart, ganzjähriges Training einforderte, sich systematisch mit den Sportarten befasste, z. B. aus dem 400 m einen Langsprint machte und so seiner Zeit voraus war.
Neben und nach dem Ende seiner Tätigkeit in Stanford bis zu seinem Tod war Templeton Trainer des San Francisco Olympic Clubs sowie sechsmal US-Auswahltrainer bei Olympia und Sportjournalist und -kommentator.

## Ehrungen
Templeton wurde 1976 als Trainer in die National Track and Field Hall of Fame des US-Leichtathletikverbandes eingeführt. Zudem wurde er in die Sydney and Theodore Rosenberg Stanford Athletic Hall of Fame der Stanford University sowie die Hall Of Fame des US-Leichtathletikverbandes aufgenommen.